# Catanzaro
Catanzaro er en af de største byer i den sydlige del af Italien med 84.670(2023) indbyggere.